# Marcel Dits
Marcel Dits (15 april 1927) is een Belgische gewezen atleet, die gespecialiseerd was in het hordelopen en de tienkamp.

## Biografie
In 1950 nam Dits op de 400 m horden deel aan de Europese kampioenschappen in Brussel. Hij haalde de halve finales.
Dits werd in 1953 Belgisch kampioen op de tienkamp. Op de 200 m horden haalde hij zes Belgische titels.

### Clubs
Dits was aangesloten bij Racing Club Brussel.

## Belgische kampioenschappen
| Onderdeel    | Jaar                               |
| ------------ | ---------------------------------- |
| 200 m horden | 1948, 1949, 1950, 1952, 1953, 1956 |
| tienkamp     | 1953                               |

## Persoonlijk record
| Onderdeel    | Prestatie | Datum           | Plaats  |
| ------------ | --------- | --------------- | ------- |
| 400 m horden | 53,9 s    | 8 augustus 1954 | Brussel |

## Palmares

### 200 m horden
- 1946:  BK AC – 26,5 s
- 1947:  BK AC – 26,2 s
- 1948:  BK AC – 26,3 s
- 1949:  BK AC – 25,3 s
- 1950:  BK AC – 25,2 s
- 1951:  BK AC – 25,2 s
- 1952:  BK AC – 25,3 s
- 1953:  BK AC – 25,7 s
- 1954:  BK AC – 25,4 s
- 1956:  BK AC – 25,0 s

### 400 m horden
- 1947:  BK AC – 57,4 s
- 1948:  BK AC – 56,9 s
- 1949:  BK AC – 56,3 s
- 1950:  BK AC – 57,1 s
- 1950: 6e in ½ fin. EK in Brussel – 54,0 s
- 1951:  BK AC – 55,5 s
- 1952:  BK AC – 55,3 s
- 1954:  BK AC – 53,9 s
- 1954: DNS EK in Bern
- 1956:  BK AC – 55,6 s
- 1957: 4e Interl. België-Ned. te Antwerpen - 56,5 s

### 4 x 400 m
- 1950: 4e in reeks EK in Brussel – 3.19,4

### tienkamp
- 1953:  BK AC – 4720 p